# Dicranophorus edestes
Dicranophorus edestes är en hjuldjursart som beskrevs av Harry K. Harring och Myers 1928. Dicranophorus edestes ingår i släktet Dicranophorus och familjen Dicranophoridae. Inga underarter finns listade i Catalogue of Life.